# Rudolf Penzig

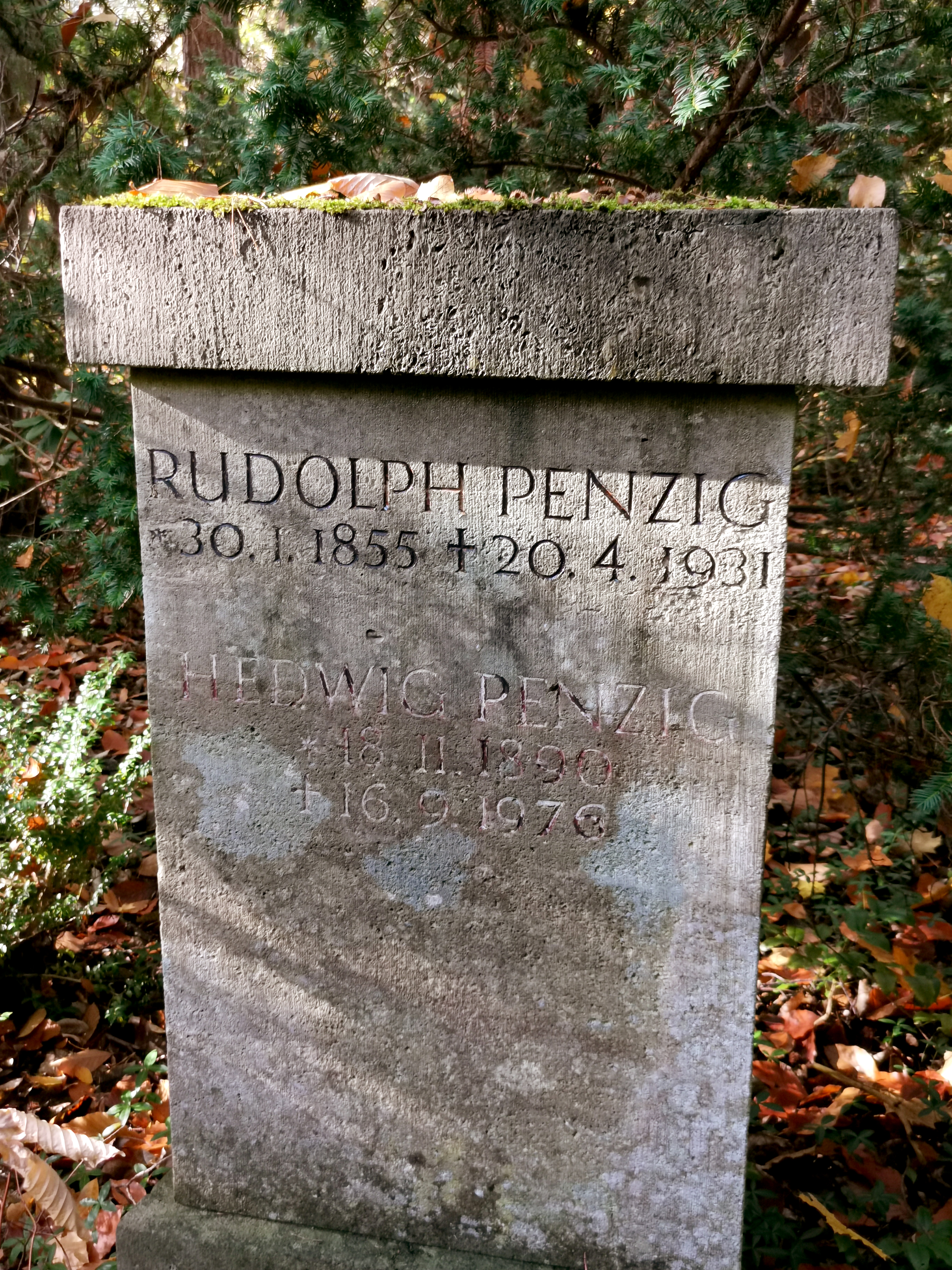
Grabstelle auf dem Südwestkirchhof Stahnsdorf

Rudolf Penzig (* 30. Januar 1855 in Samnitz, Schlesien; † 20. April 1931 in Berlin) war ein deutscher Schriftsteller, Kommunalpolitiker und Reformpädagoge.

## Leben und Wirken
Zunächst war er Lehrer an der Erziehungsanstalt Schnepfenthal in Thüringen, wurde aber wegen Austritt aus der Landeskirche entlassen. Danach betätigte er sich als Privatlehrer in Dresden. 1879 wurde er in Halle mit der Dissertation Schopenhauer und die menschliche Willensfreiheit zum Dr. phil. promoviert. Bis 1889 hielt er sich dann als Lehrer im Baltikum auf. Anschließend betrieb er in der Schweiz eine Privatschule für Schwererziehbare, die aber in Konkurs ging.
Ab 1893 wirkte er als freier Schriftsteller in Charlottenburg. Im gleichen Jahr trat er als Generalsekretär der von Friedrich Wilhelm Foerster gegründeten Deutschen Gesellschaft für ethische Kultur bei und redigierte ab 1897 die Ethische Kultur. Wochenblatt für sozialethische Reformen sowie deren Beilagen Kinderland und Weltliche Schule. 1899 übernahm er den Vorsitz der Berliner Humanistischen Gemeinde, die sich von den Freireligiösen separiert hatte. Darüber hinaus gehörte er weiteren freidenkerischen und freigeistigen Vereinen und Verbänden und deren Vorständen an, so mit Rudolf Steiner, Martha Asmus, Max Martersteig und Bruno Wille dem Leitungsausschuss des 1900 gegründeten Giordano-Bruno-Bundes, der Liga für Moralunterricht (1901), fortgeführt als Deutscher Bund für weltliche Schule und Moralunterricht (1906), sowie dem Weimarer Kartell (1907). Mit seinem Eintreten für die Gestaltung eines schulischen Lebenskundeunterrichts (als Kultur-, Religions- und Weltanschauungskunde) liefen über ihn als Vertrauensperson vor allem in den Jahren 1918 bis 1926 die Fäden bis hin zum Preußischen Kultusministerium. Außerdem lehrte er als Dozent für Ethik an der Freien Hochschule (Humboldt-Akademie) in Berlin.
Mit seinem liberalen Freidenkertum zählte er zum linken Flügel der Fortschrittspartei, wo er 1903 auch einen erfolglosen Versuch einer Reichstagskandidatur unternahm, ging aber 1917 zur Sozialdemokratie über. Von 1908 bis 1921 war er unbesoldeter Stadtrat des Magistrats bzw. des Bezirksamtes Charlottenburg. Ab 1920 trug er den Ehrentitel Stadtältester von Charlottenburg, ab 1924 Stadtältester von Berlin.
Weiterhin war er maßgeblich als Freimaurer wirksam. 1907 wurde er Mitglied der neugegründeten Loge Zur Morgenröte, die sich dem ebenfalls 1907 in Frankfurt am Main gegründeten Freimaurerbund zur aufgehenden Sonne anschloss, eine sich als reformierte, auf monistischer Weltanschauung fußende Großloge. 1919 wurde Penzig deren Großmeister. Durch seine Aufklärungsschriften, insbesondere mit seinem Katechismus, leistete er sehr viel für die Hebung des geistigen Niveaus dieses Bundes.
Seine letzte Ruhestätte befindet sich auf dem Südwestkirchhof Stahnsdorf (Block Charlottenburg, Gartenblock II, Gartenstelle 128/129).

## Schriften
- Ein Wort vom Glauben an seine Verfechter und Verächter, Kassel 1884.
- Sünde und Erlösung. Vortrag, Berlin 1894.
- Kindererziehung in der religionslosen Familie, Stuttgart 1895.
- Die ersten Moralunterweisungen der Kinder, Bern 1896.
- Ernste Antworten auf Kinderfragen: ausgewählte Kapitel aus einer praktischen Pädagogik fürs Haus, Berlin 1897.
- Alfred Moulet: Pioniere des sittlichen Fortschritts, Berlin 1902. (Übersetzung)
- Konfessionelle oder weltliche Schule? Drei Ansprachen, Berlin 1904. (Mitautor)
- Laienpredigten vom neuen Menschentum, Sonntagsvorträge gehalten in der humanistischen Gemeinde zu Berlin, Gottesberg 1905–1912.
- Sorgen und Hoffnungen beim Jahreswechsel, Gottesberg 1905.
- Zum Kulturkampf um die Schule. Ein Mahnwort an Denkende, Berlin 1905.
- Die weltliche konfessionslose Schule, Berlin 1905.
- Jak odpowiadać na pytania dziecięce, Warszawa 1905.
- Das Recht auf Musse, Berlin 1906. (Laienpredigten Bd. 2)
- Das Evangelium des Kindes, Berlin 1906. (Laienpredigten Bd. 3)
- Eelijke antworten op kindervragen, Amsterdam 1906.
- Ohne Kirche. Eine Lebensführung auf eigenem Wege, Jena 1907.
- Vom Hoffen und Harren. Eine Osterpredigt, Gottesberg 1907. (Laienpredigten Bd. 4)
- Die ethische Menschengemeinde. Gottesberg 1907. (Laienpredigten Bd. 5)
- Was will die humanistische Gemeinde?, Gottesberg 1908. (Laienpredigten Bd. 6)
- Moritz von Egidy. Lebendige Gedanken eines Toten, Gottesberg 1909. (Laienpredigten Bd. 7)
- Darwin, seine Bedeutung im Ringen um Weltanschauung und Lebenswert. 6 Aufsätze, Berlin 1909. (Mitautor)
- Natürliche Erlösungsreligion, Berlin 1910. (Laienpredigten Bd. 8)
- Freies Christentum und religiöser Fortschritt, Berlin 1911. (Laienpredigten Bd. 9)
- Seresnye otvěty na dètskiè voprosy, St. Petersburg 1911. (russ.)
- Das kommende Heil der Menschheit, Berlin 1912. (Laienpredigten Bd. 10)
- Die Harmonie zwischen Religions- und Moralunterricht, Berlin 1912.
- Massenstreik und Ethik, Frankfurt/M. 1915.
- Was "ethische Kultur" nach dem Kriege will und soll. Vorträge auf der "Konferenz für sittliche Willensbildung in der Schule", Berlin 1915.
- Deutsche Religion, Berlin 1915.
- Der Religionsunterricht einst, jetzt und künftig, Berlin 1916.
- Die Gesellschaft für ethische Kultur, nach dem 'Mouvement éthique' , Hamburg 1918. (Mitautor)
- Lebenskunde. Entwurf eines systematischen Leitfadens für Lehrer für Lebenskunde an Fortbildungsschulen und höheren Lehranstalten, Berlin 1920.
- Freimaurer-Lehrbuch für die Brüder der unabhängigen deutschen Grossloge: Freimaurerbund zur aufgehenden Sonne, Stuttgart 1920; 2.verm. A. Oldenburg 1926.
- Die Religionsstunde unserer Enkelkinder, Berlin 1922.
- Briefe über Kindererziehung an eine Sozialistin, Berlin 1922.
- Logengespräche über Politik und Religion. Leipzig 1923; ND Bremen 1982.
- Ein französischer Freimaurer gegen die Kriegshetze, Swinemünde 1923.
- Die ethische Bewegung in Deutschland: eine Festgabe der Deutschen Gesellschaft für ethische Kultur zum 150j. Jubiläum der amerikanischen Muttergesellschaft, Berlin 1926.
- Religionskunde und Lebenskunde in der weltlichen Schule, Frankfurt/M. 1926.
- Apostata. Licht- und Schattenseiten aus meinem Leben, Berlin 1930.